# SpaceX CRS-8
SpaceX CRS-8 è stata una missione spaziale privata di rifornimento per la Stazione spaziale internazionale, programmata da SpaceX per la NASA nell'ambito del programma Commercial Resupply Services.
Il vettore utilizzato è stato un Falcon 9 e, oltre ai rifornimenti per la ISS, ha trasportato il modulo gonfiabile sperimentale BEAM, sviluppato dall'azienda Bigelow Aerospace. BEAM consiste in un habitat spaziale gonfiabile e rimarrà agganciato all'ISS fino al 2028, durante i quali si svolgeranno dei test sulla struttura e sulle condizioni al suo interno.
Il lancio è avvenuto l'8 Aprile 2016 ore 20:43 UTC, dal SLC-40 (Space Lauch Complex 40) dalla Cape Canaveral Air Force Station.
Dopo il lancio, il razzo vettore Falcon 9 ha effettuato con successo l'atterraggio sull'Autonomous spaceport drone ship "Of course i still love you", 9 minuti dopo. Si tratta del secondo atterraggio riuscito complessivamente e del primo su questa piattaforma (il primo è avvenuto il 22 dicembre 2015 su terraferma nella missione "ORBCOMM-2").
Il primo stadio è stato successivamente riutilizzato (costituendo il primo caso in assoluto), nella missione SES-10 del 30 marzo 2017.
L'unberthing della navetta dalla stazione spaziale è avvenuto l'11 maggio 2016, e nello stesso giorno è ammarata nell'oceano Pacifico.